# Dryptodon indicus
Dryptodon indicus là một loài Rêu trong họ Grimmiaceae. Loài này được (Dixon & P. de la Varde) Ochyra & Żarnowiec mô tả khoa học đầu tiên năm 2003.